# 자일로그 Z80000
자일로그 Z80000은 자일로그가 1986년 발표한 32비트 프로세서이다. 이전 16비트 프로세서인 Z8000을 확장한 것으로 멀티프로세서 기능과 6단계의 명령어 파이프라인, 256바이트의 캐시를 가지고 있으며 메모리 주소도 4기가바이트까지 지원한다. 당시에는 “원 칩 메인프레임”으로 평가되었으며 여러면에서 인텔 80386과 비슷했다. Z8000로 작성된 코드를 실행할 수 있었지만 인텔 x86이나 Z80과는 호환성이 없었다.
64바이트의 레지스터 파일(register file)을 통해 16개의 다용도 레지스터를 다양한 크기로 사용할 수 있었으며 내장된 MMU는 멀티태스킹과 가상 메모리에 필수적인 메모리 보호 기능을 지원했다. 이 프로세서는 메모리를 사용하는 방법이 3가지가 있다.
- 컴팩트 모드 - 작은 프로그램용으로 64KB의 메모리만 사용이 가능하다.(Z8000의 세그먼트를 사용하지 않는 모드와 같다.)
- 세그먼트 모드 - 64KB 크기의 세그먼트 32768개 또는 16MB 크기의 세그먼트 128개 (총 2GB의 메모리 사용 가능)
- 리니어 모드 - 4GB의 메모리 직접 사용 가능

자일로그 Z8070 FPU와 같은 Z8000용 주변 칩을 사용할 수 있다.